# Bufo pardalis
Bufo pardalis é uma espécie de anfíbio da família Bufonidae.
É endémica da África do Sul.
Os seus habitats naturais são: matagal de clima temperado, matagal árido tropical ou subtropical, campos de gramíneas subtropicais ou tropicais secos de baixa altitude, jardins rurais e áreas urbanas.
Está ameaçada por perda de habitat.